# رادیو قرآن

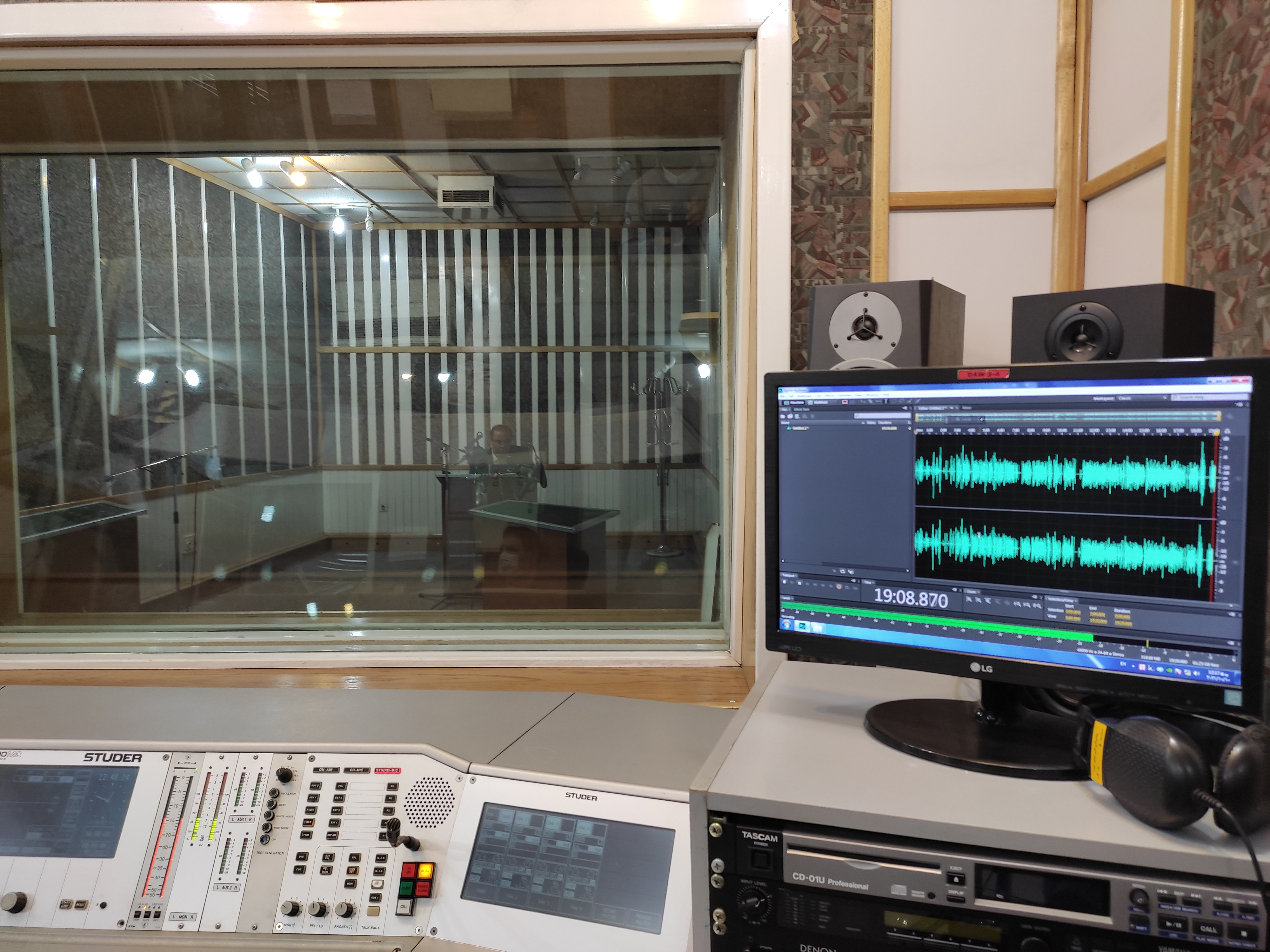
استودیو رادیو قرآن

رادیو قرآن، به عنوان اولین رادیو پس از پیروزی انقلاب اسلامی، با حضور سید علی خامنه‌ای در ۲۲ بهمن سال ۱۳۶۲ افتتاح گردید. موسس و اولین مدیر رادیو قرآن قاری برجسته کشور استاد مصطفی صدرزاده بود. 
در ابتدا با سه ساعت تولید و شش ساعت پخش روزانه، کار خود را آغاز و نهایتاً در دی ماه ۱۳۷۶ و همزمان با اول ماه مبارک رمضان و در حضور سید علی خامنه‌ای رادیو قرآن ۲۴ ساعته شد.
رادیو تخصصی تلاوت در دهه سوم فعالیت، (رمضان ۱۳۹۱) به عنوان کانال دوم شبکه و رادیو تخصصی ترتیل هم بعنوان کانال سوم شبکه در دهه چهارم فعالیت رادیو قرآن در ۲۶ اردیبهشت ۱۳۹۷ افتتاح شدند.

## اهداف و مأموریت شبکه
اهداف شبکه:
- ایجاد و تثبیت رسانه مرجع و تخصصی در حوزه قرآن کریم
- تقویت و تعمیق انس با قرآن کریم در سطح جامعه
- ترویج مفاهیم و علوم قرآنی و فراگیری ترجمه و تفسیر قرآن کریم
- ارائه آموزش‌های تخصصی و عمومی برای بهره‌مندی اقشار مختلف
- پخش تلاوت‌های تأثیر گذار از برترین قاریان ممتاز جهان اسلام
- انعکاس فعالیت‌های مهم و تأثیر گذار نهادهای قرآنی کشور

مأموریت شبکه: شبکه رادیویی قرآن، شبکه ای سراسری با مخاطب عام و گرایش تخصصی به موضوعات قرآنی است که مأموریت دارد نسبت به تولید، تأمین و پخش برنامه در ساختارها و قالب‌های متنوع برنامه سازی و تأکید بر پخش تلاوت قرآن کریم با رویکرد ارشادی، تربیتی، آموزشی، اطلاع‌رسانی و با هدف تعمیق انس آحاد جامعه با قرآن کریم اقدام نماید.
چشم‌انداز: مرجعیت بخشی داخلی و بین‌المللی رادیو قرآن در حوزه‌های تلاوت، نغمات و برنامه‌های قرآنی در فضای حقیقی و مجازی و کسب رتبه ممتاز در میان شبکه‌های رادیویی

## طرح‌ها
- طرح ملی قرآن خوانی صـد ۱۰۰
- مدرسه رادیویی قرآن و معارف ویژه مقطع تحصیلی ابتدایی با مشارکت وزارت آموزش و پرورش
- مشارکت با شورای عالی قرآن در برگزاری شانزدهمین نشست تخصصی اساتید، قاریان و حافظان قرآن کریم
- طرح قرآنی شمسه یک با هدف تولید ۲۰۰۰ قطعه تلاوت قرآن کریم
- طرح قرآنی شمسه چهار با هدف تأمین و تولید ۲۰۰ قطعه اثر نغماتی و همخوانی قرآن

## برنامه‌ها
- محله تلاوت/ زنده، تلاوت‌های درخواستی/ زنده، قله‌های تلاوت، با هم قرآن بخوانیم (جمع خوانی)، جمع خوانی و ترجمه خشت بهشت/ زنده، گوهر عفاف، یک آیه یک پرسش، در مکتب وحی، قرآن و اندیشه، اشراق، هدیه‌های آسمانی، اکسیر، در محضر قرآن، فهم زبان قرآن، مدرسه حفظ، مسیر انس، تسنیم/ زنده، افق/ زنده، والعصر/ زنده، حکایت جاودانگی

## امواج شبکه
موج FM در تهران ردیف ۱۰۰ مگاهرتز و رادیو نما (رادیو تصویری)
در حال حاضر دو رادیو تلاوت ردیف ۱۰۱٫۵ مگاهرتز و موج ای ام ردیف ۹۰۰ کیلوهرتز و ترتیل ردیف ۹۹٫۵ مگاهرتز در تهران قابل دریافت می‌باشند.
رادیو نماهای قرآن، ترتیل، تلاوت از طریق گیرنده‌های دیجیتال قابل دریافت می‌باشد.